# Đèo Khế (Phú Thọ)
Đèo Khế là đèo trên quốc lộ 32 ở vùng giáp ranh huyện Tân Sơn tỉnh Phú Thọ và huyện Văn Chấn tỉnh Yên Bái 

## Vị trí
Đèo Khế trên quốc lộ 32 dài 30 km, ở vùng giáp ranh xã Thu Cúc huyện Tân Sơn tỉnh Phú Thọ và xã Minh An huyện Văn Chấn tỉnh Yên Bái .
Quốc lộ 32 đã được sửa chữa nâng cấp, nên đã trở thành tuyến đường chính cho những người đi du lịch Mù Cang Chải, thay vì chạy dài hơn từ thành phố Yên Bái, qua Văn Chấn và Nghĩa Lộ.